# Axel Karenberg
Axel Karenberg (* 25. Juli 1957 in Frankfurt am Main) ist ein deutscher Medizinhistoriker, Nervenarzt und Hochschullehrer.

## Leben
Karenberg studierte von 1976 bis 1983 Medizin und Psychologie in Köln und Montpellier und arbeitete anschließend als Assistenzarzt an der Universitäts-Nervenklinik Köln, wo er seine Weiterbildung zum Facharzt erfolgreich abschloss. Für seine medizinhistorische Dissertation erhielt er 1985 den Hochhaus-Preis der Medizinischen Fakultät in Köln. Von 1992 bis 1994 forschte er mit einem Stipendium der Deutschen Forschungsgemeinschaft (DFG) als Research and Teaching Fellow an der University of California at Los Angeles (UCLA).
1994 habilitierte er sich und war dann als Privatdozent am Kölner Institut für Geschichte der Medizin tätig. 2000 wurde er zum außerplanmäßigen Professor ernannt. Er ist Autor zahlreicher Monographien, Lehrbücher und Buchbeiträge, mehr als 100 national und international publizierte Aufsätze entstammen seiner Feder. Derzeit wirkt er als Mitherausgeber der Schriften des Rheinischen Kreises der Medizinhistoriker sowie der Schriftenreihe der Deutschen Gesellschaft für Geschichte der Nervenheilkunde, deren Vorsitz er seit 2012 innehat. Karenberg ist Mitglied vieler wissenschaftlicher Institutionen und Vereinigungen (darunter die Société française d’historie de la médecine) und vertritt als Nationaldelegierter die Interessen der deutschen Medizingeschichte bei der Société internationale d’histoire de la médecine. Ferner wirkt er im Beirat mehrerer Zeitschriften mit, so auch im Advisory Board des Journal for the History of the Neurosciences. Gastvorträge führten ihn an zahlreiche Universitäten des In- und Auslandes (u. a. nach San Diego, Los Angeles, Istanbul, Haifa, Bern, Calgary und Riga). Seine Forschungen umfassen die Geschichte des Krankenhauses und der medizinischen Ausbildung, historische und ethische Aspekte der Neurowissenschaften und der Psychiatrie, Didaktik und Geschichte der Medizinischen Fachsprache sowie Medizin in Film und Literatur. Ehrenamtlich wirkt er in Köln als Vertrauensdozent der Studienstiftung des deutschen Volkes. Zudem ist er Professeur titulaire an der Université du Luxembourg.

## Schriften (Auswahl)

### Monographien und Lehrbücher
- Frédéric Chopin als Mensch, Patient und Künstler. Verlag Josef Eul, Köln 1986.
- Lernen am Bett der Kranken. Zur Typologie der frühen Universitätskliniken in Deutschland (1760–1840) (= Schriften zur Wissenschaftsgeschichte. Band 15). Pressler, Hürtgenwald 1997.
- mit Daniel Schäfer, Ferdinand Peter Moog und Christian Hick: Terminologie für Zahnmediziner. Shaker, Aachen 2002.
- Amor, Äskulap & Co. Klassische Mythologie in der Sprache der modernen Medizin. Schattauer, Stuttgart 2005.[3] Taschenbuchausgabe 2006.
- Die Obstipation und ihre Therapie im Wandel der Zeit. Köln 2010.
- Fachsprache Medizin im Schnellkurs. Für Studium und Berufspraxis. Schattauer, Stuttgart 2007, ISBN 3-7945-2553-1.

### Herausgeberschaften
- mit Christian Leitz: Heilkunde und Hochkultur; Bd. 1. Geburt, Seuche und Traumdeutung in den antiken Zivilisationen des Mittelmeerraumes. Münster: LIT Verlag, 2000.
- mit Christian Leitz: Heilkunde und Hochkultur, Bd. 2. ‘Magie und Medizin’ und ‘Der alte Mensch’ in den antiken Zivilisationen des Mittelmeerraumes. Münster: LIT Verlag, 2002.
- mit Dominik Groß: Medizingeschichte im Rheinland. Beiträge des „Rheinischen Kreises der Medizinhistoriker“, Bd. 1. Kassel: University Press 2009.
- mit Dominik Groß, Stephanie Kaiser, Wolfgang Antweiler: Medizingeschichte in Schlaglichtern. Beiträge des „Rheinischen Kreises der Medizinhistoriker“, Bd. 2. Kassel: University Press 2011.
- mit Dominik Groß, Mathias Schmidt: Forschungen zur Medizingeschichte. Beiträge des „Rheinischen Kreises der Medizinhistoriker“, Bd. 3. Kassel: University Press 2013.
- mit Mathias Schmidt und Dominik Groß: Neue Forschungen zur Medizingeschichte. Beiträge des „Rheinischen Kreises der Medizinhistoriker“. Kassel 2017 (= Schriften des Rheinischen Kreises der Medizinhistoriker. Band 4).